# Mario Alberto Ishii
Mario Alberto Ishii (ur. 22 czerwca 1951 w Partido José C. Paz, w prowincji Buenos Aires) – argentyński polityk pochodzenia japońskiego. Od 2015 burmistrz Partido José C. Paz w prowincji Buenos Aires.
Po raz pierwszy został wybrany na burmistrza w 1999 i pełnił tę funkcję do 2011, kiedy to objął stanowisko senatora prowincjonalnego w Senacie Prowincji Buenos Aires. W 2015 ponownie objął urząd burmistrza.
W sierpniu 2020 wyciekło nagranie, w którym Ishii oskarżał pracowników miejskich o sprzedaż narkotyków w karetkach i twierdził, że musi ich kryć, co przyciągnęło uwagę mediów krajowych i wszczęcie sprawy sądowej. Ishii stwierdził jednak, że przez „narkotyki” miał na myśli „leki”.